# Hugo Blomberg (ingenjör)
Knut Hugo Blomberg, född 25 oktober 1897 i Kungsholms församling i Stockholm, död 7 maj 1994 i Västerleds församling i Bromma i Stockholm, var en svensk ingenjör och direktör.

## Biografi
Hugo Blomberg var son till sjökapten Gustaf Blomberg och Cecilia Pålman. Han var bror till författaren Erik Blomberg och möbel- och inredningsarkitekten Margareta Köhler, och brorson till sin namne, statsrättsläraren och politikern Hugo Blomberg. Efter examen vid Kungliga Tekniska Högskolan (KTH) 1920 verkade han som ingenjör vid Vattenfallsstyrelsen från 1921, kom till Patent- och registreringsverket 1922 och till Telegrafstyrelsen 1923. År 1929 gick han över till LM Ericsson, där han 1935 blev teknisk chef och från 1941 hade utlandsuppdrag i USA fram tills han 1946 blev överingenjör. Blomberg ledde utvecklingen av Ericofonen.
År 1950 blev han verkställande direktör vid Svenska radio AB. Han var styrelseledamot vid Sveriges radio från 1957.
Han gifte sig 1923 med Eva Westergren (1897–1991), dotter till kamrer Rudolf Westergren och Carolina Moberg. En son till paret var skådespelaren Jan Blomberg (1934–1997). Hugo Blomberg är begravd på Solna kyrkogård.